# Comté de Bendemere
Le comté de Bendemere (en anglais : Shire of Bendemere) est une ancienne zone d'administration locale située dans l'État du Queensland en Australie, dont le siège était Yuleba.
Il s'étendait sur 3 955 km2 dans le sud du Queensland et comprenait les localités de Yuleba, Jackson et Wallumbilla.
Créé le 12 janvier 1911, il est dissous le 15 mars 2008 et fusionné avec les comtés de Booringa, Bungil, Warroo et la ville de Roma pour former la région de Roma, devenu région de Maranoa en 2009.
En 2006, la population s'élevait à 985 habitants.